# 진안 천황사 승탑
진안 천황사 승탑(鎭安 天皇寺 僧塔)은 대한민국 전북특별자치도 진안군, 천황사에 있는 승탑이다. 1986년 9월 8일 전라북도의 문화재자료 제123호로 지정되었다.

## 개요
승탑은 부도라고도 부르며, 승려의 무덤을 상징하는 것으로 시신을 화장한 후 나오는 유골이나 사리를 모셔두는 곳이다. 천황사 대웅전에서 150m정도 떨어진 밭가의 산기슭에는 2기의 부도가 나란히 자리하고 있다.
왼쪽에 보이는 부도는 3단으로 이루어진 8각 기단(基壇) 위로, 역시 8각을 이루는 탑신(塔身)을 얹은 모습이다. 탑신의 지붕돌은 윗면의 여덟 모서리 선이 뚜렷하고, 처마는 물결치듯 여덟곡선이 이어지고 있다. 꼭대기에는 납작한 돌 위로 꽃봉오리 모양의 머리장식을 올려 놓았다.
오른쪽의 부도는 두단의 사각받침 위로 탑신을 얹었다. 탑신은 달걀 모양의 몸돌 그 위로 지붕돌을 올려 놓았다. 지붕돌의 처마는 곡선을 이루며 양끝에서 한 껏 위로 들려 있다. 꼭대기에는 꽃봉오리 모양을 한 머리장식을 올려 놓았다.
세운 시기는 왼쪽의 것을 조선시대 후기로 보고 있고, 오른쪽의 것은 탑신의 몸돌 앞면에 ‘애운당대사지탑(愛雲堂大師之塔)’이라고 새겨 놓아, ‘애운당’이라는 호를 가진 승려가 활동하였던 때인 조선 현종 또는 숙종 때에 세운 것으로 보고 있다.

## 참고 자료
- 천황사부도 - 국가유산청 국가유산포털